# انتخابات سراسری ۱۹۴۲ ژاپن
انتخابات عمومی ۱۹۴۲ ژاپن (انگلیسی: 1942 Japanese general election) مجلس نمایندگان (ژاپن) در تاریخ ۳۰ آوریل ۱۹۴۲ در ژاپن برگزار شد. این تنها انتخابات در ژاپن در زمان جنگ اقیانوس آرام در جنگ جهانی دوم بود. در این زمان، مجلس نمایندگان تمام قدرت خود را به علت دیکتاتوری نظامی از دست داده بود، فرایندی که با حادثه موکدن آغاز شد، در آن زمان ارتش امپراتوری بدون تأیید و تصویب کابینه (که هنوز یک کابینه غیرنظامی) بود در سال ۱۹۳۱ به منچوری حمله کرد. هنگامی که در سال ۱۹۳۲ دریادار سایتو ماکوتو با اولین «کابینه وحدت ملی» به نخست‌وزیری منصوب شد، هنوز تعداد کمی از احزاب سیاسی مجلس نمایندگان نقش مهمی در دولت داشتند اما پس از آن ارتش ژاپن را به یک کشور تمامیت خواهانه و نظام تک‌حزبی تبدیل کرد و فقط انجمن حمایت از قانون امپراتوری و «مستقل» های مورد حمایت ارتش امپراتوری در انتخابات شرکت داشتند.